# Finley Burns
Finley Jack Burns (sinh ngày 17 tháng 6 năm 2003) là một cầu thủ bóng đá chuyên nghiệp người Anh hiện đang thi đấu ở vị trí hậu vệ cho câu lạc bộ Hull City tại EFL Championship, theo dạng cho mượn từ Manchester City.

## Sự nghiệp thi đấu

### Manchester City
Tháng 1 năm 2017, Burns rời Southend United để gia nhập Manchester City với mức phí chuyển nhượng £175,000. Ngày 21 tháng 9 năm 2021, anh có tên trong đội hình xuất phát của Manchester City trong chiến thắng 6-1 thuộc khuôn khổ Cúp EFL trước Wycombe Wanderers.

### Cho mượn tại Swansea
Ngày 30 tháng 1 năm 2022, Burns gia nhập Swansea City theo dạng cho mượn đến hết mùa giải.
Burns ra mắt đội bóng trong trận đấu thuộc khuôn khổ EFL Championship vào ngày 13 tháng 2 năm 2022.

### Cho mượn tại Stevenage
Ngày 1 tháng 8 năm 2023, Burns gia nhập câu lạc bộ Stevenage tại EFL League One theo dạng cho mượn đến hết mùa giải.

## Sự nghiệp quốc tế
Burns đã từng đại diện cho Anh tại các cấp độ trẻ.
Ngày 21 tháng 9 năm 2022, Burns ra mắt quốc tế cho U-20 Anh trong trận thắng 3-0 trước Chile trên sân vận động Pinatar Arena.

## Thống kê sự nghiệp
Tính đến 19 tháng 3 năm 2022
| Câu lạc bộ           | Mùa giải            | Giải đấu                    | Giải đấu | Giải đấu | FA Cup | FA Cup | League Cup | League Cup | Khác | Khác | Tổng cộng | Tổng cộng |
| Câu lạc bộ           | Mùa giải            | Hạng                        | Trận     | Bàn      | Trận   | Bàn    | Trận       | Bàn        | Trận | Bàn  | Trận      | Bàn       |
| -------------------- | ------------------- | --------------------------- | -------- | -------- | ------ | ------ | ---------- | ---------- | ---- | ---- | --------- | --------- |
| U-21 Manchester City | 2019–20             | —                           | —        | —        | —      | —      | —          | —          | 1    | 0    | 1         | 0         |
| U-21 Manchester City | 2020–21             | —                           | —        | —        | —      | —      | —          | —          | 2    | 0    | 2         | 0         |
| U-21 Manchester City | 2021–22             | —                           | —        | —        | —      | —      | —          | —          | 2    | 0    | 2         | 0         |
| U-21 Manchester City | Tổng cộng           | Tổng cộng                   | —        | —        | —      | —      | —          | —          | 5    | 0    | 5         | 0         |
| Manchester City      | 2021–22             | Giải bóng đá Ngoại hạng Anh | 0        | 0        | 0      | 0      | 1          | 0          | 0    | 0    | 1         | 0         |
| Swansea City (mượn)  | 2021–22             | EFL Championship            | 3        | 0        | 0      | 0      | 0          | 0          | —    | —    | 3         | 0         |
| Tổng cộng sự nghiệp  | Tổng cộng sự nghiệp | Tổng cộng sự nghiệp         | 3        | 0        | 0      | 0      | 1          | 0          | 5    | 0    | 9         | 0         |

1. 1 2 3  Ra sân tại EFL Trophy